# Deirdre Clune

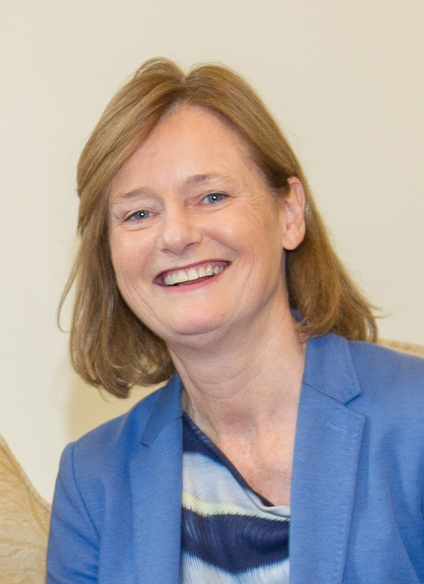
Deirdre Clune, 2014

Deirdre Clune (geborene Barry; * 1. Juni 1959) ist eine irische Politikerin. Sie war von 1997 bis 2002 sowie von 2007 bis 2011 Abgeordnete im Dáil Éireann und von 2011 bis 2014 Mitglied des Seanad Éireann. Von 2014 bis 2019 war sie Mitglied des Europäischen Parlaments, dem sie seit Februar 2020 wieder angehört.

## Leben
Clune besuchte das University College Cork, wo sie Bauingenieurwesen studierte. Nach ihrem Studium machte sie sich selbständig und war mehrere Jahre in Irland und im Ausland tätig. Als Tochter und Enkeltochter der Politiker Peter Barry und Anthony Barry hatte Deirdre Clune schon immer ein Interesse an Politik. So trat sie 1997, nach dem Rückzug ihres Vaters aus der aktiven Politik, für die Fine Gael erfolgreich zur Wahl in den Dáil Éireann an. 1999 wurde sie in das Cork City Council gewählt, sowie 2004 wiedergewählt. Bei der Wahl zum Dáil Éireann 2002 verlor Clune ihren Sitz als Teachta Dála und auch ihr Versuch, im selben Jahr in den Seanad Éireann gewählt zu werden, scheiterte. Als Mitglied des Cork City Council hatte sie 2005 bis 2006 das Amt des Lord Mayor of Cork inne. Dieses Amt wurde vor ihr schon von ihrem Vater Peter und ihrem Großvater Anthony ausgeübt. Während ihrer Amtszeit als Lord Mayor of Cork war Cork europäische Kulturhauptstadt. Mai 2007 wurde Clune in den 30. Dáil Éireann gewählt; im Zuge dessen legte sie ihr Mandat im Cork City Council nieder. Von 2011 bis 2014 war sie Mitglied des Seanad Éireann. Bei der Europawahl 2014 wurde Clune ins Europäische Parlament gewählt. Nach der Europawahl 2019 konnte sie ihr Mandat nicht direkt antreten, sondern musste bis zum Ausscheiden der britischen Abgeordneten im Februar 2020 durch den Brexit warten.
Deirdre Clune ist verheiratet und Mutter vierer Söhne.